# Kračúnovce
Kračúnovce (in ungherese Karácsonmező) è un comune della Slovacchia facente parte del distretto di Svidník, nella regione di Prešov.